# Cyprysy z dwoma postaciami kobiet
Cyprysy z dwoma postaciami kobiet (hol. Cypressen met twee vrouwen, ang. Cypresses with Two Female Figures) – obraz Vincenta van Gogha namalowany w czerwcu 1889 podczas pobytu artysty w miejscowości Saint-Rémy.
Nr kat.: F 620, JH 1748.
W lutym 1890 van Gogh sporządził drugą wersję obrazu zatytułowaną Cyprysy i dwie kobiety (niderl. Cypressen en twee vrouwen, ang. Cypresses and Two Women).
Nr kat.: F 621, JH 1888.

## Historia
Pasja malowania cyprysów pojawiła się u van Gogha w czasie pobytu w zakładzie psychiatrycznym w Saint-Rémy.
Latem 1889 tak pisał w liście do brata:
Cyprysy pociągają mnie nieodparcie. Będę próbował wykorzystać je jako motyw malując je tak jak przedtem moje słoneczniki, bo zadziwia mnie, że nikt przedtem nie malował ich tak, jak je widzę. W swoich liniach i proporcjach są tak piękne jak egipskie obeliski.
Vincent van Gogh w liście do brata Theo z 25 czerwca 1889 wspomina o namalowaniu Cyprysów z dwoma postaciami kobiet razem z obrazem „Cyprysy”:
Dwa studia cyprysów z tym trudnym, butelkowo-zielonym odcieniem; opracowałem ich pierwszy plan grubymi warstwami bieli ołowiowej, która dodaje jędrności podłożu.
Kilka miesięcy później, w kolejnym w liście do brata nadmienił, iż obraz ma być podarunkiem dla krytyka sztuki, Alberta Auriera:
Myślę, że spodoba Ci się płótno dla P. Auriera; to strasznie gruby impast, zrobiony na nowo, niczym jakiś Monicelli; trzymałem go prawie rok.
Zaś w liście napisanym w tym samym czasie do Auriera podziękował mu za pozytywną recenzję na temat swoich obrazów, proponując następne:
Do następnej przesyłki, którą wyślę do mojego brata, dołączę studium cyprysów dla Ciebie; zrobiłbyś mi przyjemność traktując je jako memento do Twojego artykułu. W tej chwili ciągle pracuję nad tym, chcę dodać małą figurę. Cyprys jest tak charakterystyczny dla krajobrazu Prowansji a Ty wyczułeś to mówiąc: „Nawet kolor [jest] czarny”. Do tej chwili nie byłem w stanie zrobić tego tak, jak ja to czuję; w moim przypadku emocje, które owładnęły mną w obliczu natury sięgają aż do granic omdlenia, a potem rezultat jest taki, że przez dwa tygodnie nie mogę pracować. Zresztą, zanim stąd odjadę, planuję raz jeszcze ostro zabrać się za te cyprysy. Studium, które przeznaczam dla Ciebie, przedstawia ich grupę w rogu pola z pszenicą, w letni dzień, kiedy dmucha mistral. To dlatego jest w nich nutka pewnej czerni, spowita w błękit, poruszana wirującymi masami powietrza, a z tą czernią kontrastuje karminowy kolor maków. Zobaczysz, że to tworzy, w mniejszym lub większym stopniu, kombinację odcieni, jak na tych pięknych szkockich strojach: zieleń, błękit, czerwień, żółć, czerń, które już kiedyś okazały się tak czarujące dla Ciebie, jak i dla mnie a których niestety prawie nie widać w tych dniach.